# Zygonyx takasago
Zygonyx takasago är en trollsländeart som beskrevs av Syoziro Asahina 1966. Zygonyx takasago ingår i släktet Zygonyx och familjen segeltrollsländor. IUCN kategoriserar arten globalt som livskraftig. Inga underarter finns listade i Catalogue of Life.